# Neunhausen
Neunhausen (luxembourgeois : Néngsen) est une section de la commune luxembourgeoise d’Esch-sur-Sûre située dans le canton de Wiltz.

## Histoire

### Fusion de communes
Neunhausen était une commune jusqu’à sa fusion avec les communes d’Esch-sur-Sûre et Heiderscheid, le 1er janvier 2012 pour former la nouvelle commune d’Esch-sur-Sûre. Elle comprenait les sections de Bonnal (chef-lieu), Insenborn, Lultzhausen et Neunhausen.